# Porcellio palaestinus
Porcellio palaestinus är en kräftdjursart som beskrevs av Karl Wilhelm Verhoeff1931. Porcellio palaestinus ingår i släktet Porcellio och familjen Porcellionidae. Inga underarter finns listade i Catalogue of Life.